# Hyphydrus falkenstromi
Hyphydrus falkenstromi är en skalbaggsart som beskrevs av Gschwendtner 1939. Hyphydrus falkenstromi ingår i släktet Hyphydrus och familjen dykare. Inga underarter finns listade i Catalogue of Life.